# Horóscopo
O horóscopo é uma espécie de diagrama que define as posições relativas dos planetas e dos signos zodiacais num determinado dia específico, geralmente definido como o do nascimento de uma pessoa. A partir desse diagrama, então, os astrólogos tentam definir o caráter e a personalidade da pessoa, bem como prever fatos importantes em sua vida. Nesse sentido, o termo horóscopo é similar ao de um mapa astrológico.
No uso comum, "horóscopo" frequentemente se refere à interpretação de astrólogos, geralmente baseados em um sistema solar; a partir da posição do Sol no momento do nascimento, ou no significado do calendário de um evento, como na astrologia chinesa. Em particular, muitos jornais e revistas trazem colunas preditivas, escritas em prosa que podem ser escritas mais para aumentar o público do que amarradas diretamente ao Sol ou a outros aspectos do sistema solar, supostamente baseadas em influências celestes em relação ao zodíaco, a colocação do Sol no mês de nascimento, cúspide (2 dias antes ou depois de qualquer sinal particular, uma sobreposição), ou decantar (o mês dividido em 3 períodos de dez dias) do mês de nascimento da pessoa, identificando o indivíduo ou "signo" baseado em zodíaco tropical.
Nenhum estudo científico mostrou suporte para a precisão dos horóscopos, e os métodos usados para fazer interpretações são pseudocientíficos.:1350 Na moderna estrutura científica, não existe interação conhecida que possa ser responsável pela transmissão da suposta influência entre uma pessoa e a posição das estrelas no céu no momento do nascimento.

## Etimologia
A palavra latina horoscopus, em última análise do grego ὡρόσκοπος "natividade, horóscopo", "observador da hora (de nascimento)", de ὥρα "tempo, hora" e σκόπος "observador, observador". A palavra aparece na forma latina em textos do inglês médio a partir do século XI e é anglicizada para horóscopo no início do inglês moderno. O substantivo horoscopia para "fazer horóscopos" tem sido usado desde o século XVII ( OED ). Em grego, ὡρόσκοπος no sentido de "nascer" - não só a altura do nascimento de alguém, mas mais geralmente qualquer acontecimento significativo - e ὡροσκοπία "observar o nascer" têm sido usados desde o tempo de Ptolomeu.

## Construção do horóscopo
Para fazer um horóscopo, o astrólogo deve primeiro descobrir a hora e o local exactos do nascimento da pessoa ou do início de um acontecimento. A lua, as estrelas e os planetas influenciam o que nos acontece e, se os soubermos ler, podemos saber o que vai acontecer - hoje, amanhã, esta semana e no próximo mês. O astrólogo compara com um conjunto de tabelas chamadas efemérides, que mostram a localização do Sol, da Lua e dos planetas para um determinado ano, data e hora sidérica em relação ao equinócio vernal no hemisfério norte ou às estrelas fixas (dependendo do sistema astrológico utilizado). O astrólogo adiciona ou subtrai então a diferença entre a longitude de Greenwich e a longitude do local em questão para determinar a verdadeira hora média local (LMT) no local de nascimento para mostrar onde os planetas seriam visíveis acima do horizonte na hora e local exactos em questão. 

## Crítica cristã
No cristianismo, muitas pessoas dizem que não se deve usar horóscopos ou praticar astrologia em geral, citando Deuteronómio 4:19, Deuteronómio 18:10-12 e Isaías 47:13-14 da Bíblia. O evangelista e ministro Billy Graham disse: "Deus criou as estrelas (como tudo o resto no universo), mas quis que fossem testemunhas do seu poder e glória, não um meio para nos guiar ou prever o futuro".